# New York Tribune Building
Le New York Tribune Building est un bâtiment construit en 1875 par Richard Morris Hunt dans l'arrondissement de Manhattan à New York. Il a été construit en briques comme le siège du quotidien New-York Tribune et sa structure de maçonnerie est surmontée d'une tour de l'horloge, il mesurait alors 79 mètres de hauteur.
L'immeuble a été démoli en 1966.